# Matic Lavrenčič
Matic Lavrenčič, slovenski šahist, *26. avgust 2008.
Lavrenčič je od leta 2024 mednarodni mojster. 
Sodeloval je na 45. šahovski olimpijadi 2024 v Budimpešti, kjer je ekipa osvojila odlično 9. mesto. Lavrenčič je dosegel 4 točke v 6 partijah. 
Decembra 2024 je zmagal na Svetovnem mladinskem prvenstvu v pospešenem in hitropoteznem šahu v kategoriji do 16 let, ki je potekalo v Sloveniji.